# Amiibo
Nintendo Switch
Amiibo (アミーボ Amībo?, stiliserat "amiibo") är små samlarfigurer av datorspelsfigurer, främst sådana från Nintendo-spel, som med hjälp av närfältskommunikation (NFC) kan kommunicera med spelkonsolerna Nintendo 3DS, Wii U och Nintendo Switch och interagera med kompatibla spel. Figurerna har olika effekter på olika spel och det finns även möjlighet att spara data på figurerna. I Mario Kart 8 och Hyrule Warriors kan man till exempel få tillgång till nya kläder respektive vapen med hjälp av Amiibo-figurer, och i Super Smash Bros. for Wii U kan man träna och slåss med en datorstyrd karaktär som lagras på Amiibo-figuren.

Logotyp.

Med Nintendo Switch sker kommunikationen via styrspaken på höger Joy-Con eller på Nintendo Switch loggan om man använder en PRO Controller.
Med Wii U sker kommunikationen genom att man ställer figuren på den lilla rutan nere till vänster på Gamepaden.
Nintendo 3DS och 2DS har ingen inbyggd NFC-teknik och kan därför inte kommunicera med Amiibo utan hjälp av en separat läsare, som släpptes 2 oktober 2015. Modellen New Nintendo 3DS har dock inbyggt stöd för NFC och kan därmed kommunicera med Amiibo utan en adapter.
Amiibo påminner om figurerna till Disney Infinity och Skylanders men dessa är inte kompatibla med varandra och det går således inte att använda Amiibo-figurer till spel avsedda för Disney Infinity- eller Skylanders-figurer eller vice versa. Undantaget är Turbo Charge Donkey Kong och Hammer Slam Bowser som går att växla mellan Skylanders- och Amiibo-läge. Dessa två funkar dock inte till Skylanders på andra konsoler än Nintendos.

## Lista över Amiibo

### Figurer
| Samling                    | Namn                                                     | Utgivningsdatum | Utgivningsdatum |
| Samling                    | Namn                                                     | Nordamerika     | PAL             |
| -------------------------- | -------------------------------------------------------- | --------------- | --------------- |
| Animal Crossing            | Cyrus                                                    | ingen data      | 2015-11-20      |
| Animal Crossing            | Digby                                                    | ingen data      | 2015-11-20      |
| Animal Crossing            | Isabelle                                                 | ingen data      | 2015-11-20      |
| Animal Crossing            | K.K. Slider                                              | ingen data      | 2015-11-20      |
| Animal Crossing            | Lottie                                                   | ingen data      | 2015-11-20      |
| Animal Crossing            | Mabel                                                    | ingen data      | 2015-11-20      |
| Animal Crossing            | Reese                                                    | ingen data      | 2015-11-20      |
| Animal Crossing            | Tom Nook                                                 | ingen data      | 2015-11-20      |
| Animal Crossing            | Blathers                                                 | ingen data      | 2016-01-29      |
| Animal Crossing            | Celeste                                                  | ingen data      | 2016-01-29      |
| Animal Crossing            | Kicks                                                    | ingen data      | 2016-01-29      |
| Animal Crossing            | Resetti                                                  | ingen data      | 2016-01-29      |
| Animal Crossing            | Isabelle (Summer Outfit)                                 | ingen data      | 2016-03-18      |
| Animal Crossing            | Kapp'n                                                   | ingen data      | 2016-03-18      |
| Animal Crossing            | Rover                                                    | ingen data      | 2016-03-18      |
| Animal Crossing            | Timmy & Tommy                                            | ingen data      | 2016-03-18      |
| BOXBOY!                    | Qbby                                                     | ingen data      | ingen data      |
| Chibi-Robo!                | Chibi-Robo!                                              | ingen data      | 2015-11-06      |
| Detective Pikachu          | Detective Pikachu                                        | 2018-03-23      | ingen data      |
| Dark Souls                 | Solaire of Astora                                        | 2018-10-19      | 2018-10-19      |
| Diablo                     | Loot Goblin                                              | 2018-12         | ingen data      |
| Fire Emblem                | Alm                                                      | ingen data      | 2017-05-19      |
| Fire Emblem                | Cecilia                                                  | ingen data      | 2017-05-19      |
| Fire Emblem                | Chrom                                                    | ingen data      | 2017-10-20      |
| Fire Emblem                | Tiki                                                     | ingen data      | 2017-10-20      |
| Kirby                      | King Dedede                                              | ingen data      | 2016-06-10      |
| Kirby                      | Kirby                                                    | ingen data      | 2016-06-10      |
| Kirby                      | Meta Knight                                              | ingen data      | 2016-06-10      |
| Kirby                      | Waddle Dee                                               | ingen data      | 2016-06-10      |
| Mario 30th Anniversary     | Super Mario Bros. 30th Anniversary Mario (Classic Color) | 2015-09-11      | 2015-09-11      |
| Mario 30th Anniversary     | Super Mario Bros. 30th Anniversary Mario (Modern Color)  | ingen data      | 2015-10-23      |
| Mega Man                   | Mega Man                                                 | 2018-10-02      | ingen data      |
| Mega Man Legacy Collection | Mega Man - Gold Edition                                  | 2016-02-23      | ingen data      |
| Metroid                    | Metroid                                                  | ingen data      | 2017-09-15      |
| Metroid                    | Samus Aran                                               | ingen data      | 2017-09-15      |
| Metroid                    | Samus                                                    | ingen data      | 2021-10-08      |
| Metroid                    | E.M.M.I.                                                 | ingen data      | 2021-10-08      |
| Pikmin                     | Pikmin                                                   | ingen data      | 2017-07-28      |
| Monster Hunter Rise        | Magnamalo                                                | 2021-03-26      | 2021-03         |
| Monster Hunter Rise        | Palamute                                                 | 2021-03-26      | 2021-03         |
| Monster Hunter Rise        | Palico                                                   | 2021-03-26      | 2021-03         |
| Monster Hunter Stories     | One-Eyed Rathalos and Rider - Female                     | ingen data      | ingen data      |
| Monster Hunter Stories     | One-Eyed Rathalos and Rider - Male                       | ingen data      | ingen data      |
| Monster Hunter Stories     | Navirou                                                  | ingen data      | ingen data      |
| Monster Hunter Stories     | Rathian and Cheval                                       | ingen data      | ingen data      |
| Monster Hunter Stories     | Barioth and Ayuria                                       | ingen data      | ingen data      |
| Monster Hunter Stories     | Qurupeco and Dan                                         | ingen data      | ingen data      |
| Monster Hunter Stories     | Ena                                                      | 2021-07-09      | 2021-07-09      |
| Monster Hunter Stories     | Razewing Ratha                                           | 2021-07-09      | 2021-07-09      |
| Monster Hunter Stories     | Tsukino                                                  | 2021-07-09      | 2021-07-09      |
| Shovel Knight              | Shovel Knight                                            | ingen data      | 2015-12-11      |
| Shovel Knight              | King Knight                                              | ingen data      | ingen data      |
| Shovel Knight              | Plague Knight                                            | ingen data      | ingen data      |
| Shovel Knight              | Specter Knight                                           | ingen data      | ingen data      |
| Shovel Knight              | Shovel Knight - Gold Edition                             | 2019-12-10      | 2019-12-10      |
| Skylanders                 | Turbo Charge Donkey Kong                                 | 2015-09-20      | 2015-09-25      |
| Skylanders                 | Dark Turbo Charge Donkey Kong                            | 2015-09-20      | 2015-09-25      |
| Skylanders                 | Hammer Slam Bowser                                       | 2015-09-20      | 2015-09-25      |
| Skylanders                 | Dark Hammer Slam Bowser                                  | 2015-09-20      | 2015-09-25      |
| Splatoon                   | Inkling Boy                                              | 2015-05-29      | 2015-05-29      |
| Splatoon                   | Inkling Girl                                             | 2015-05-29      | 2015-05-29      |
| Splatoon                   | Inkling Squid                                            | 2015-05-29      | 2015-05-29      |
| Splatoon                   | Callie                                                   | ingen data      | 2016-07-08      |
| Splatoon                   | Inkling Boy (Purple)                                     | ingen data      | 2016-07-08      |
| Splatoon                   | Inkling Girl (Lime Green)                                | ingen data      | 2016-07-08      |
| Splatoon                   | Inkling Squid (Orange)                                   | ingen data      | 2016-07-08      |
| Splatoon                   | Marie                                                    | ingen data      | 2016-07-08      |
| Splatoon                   | Inkling Boy (Neon Green)                                 | ingen data      | 2015-05-29      |
| Splatoon                   | Inkling Girl (Neon Pink)                                 | ingen data      | 2015-05-29      |
| Splatoon                   | Inkling Squid (Neon Purple)                              | ingen data      | 2015-05-29      |
| Splatoon                   | Pearl                                                    | ingen data      | 2018-07-13      |
| Splatoon                   | Marina                                                   | ingen data      | 2018-07-13      |
| Splatoon                   | Octoling Boy                                             | ingen data      | 2018-11-09      |
| Splatoon                   | Octoling Octopus                                         | ingen data      | 2018-11-09      |
| Splatoon                   | Octoling Girl                                            | ingen data      | 2018-11-09      |
| Splatoon                   | Octoling (Blue)                                          | ingen data      | 2022-11-11      |
| Splatoon                   | Inkling (Yellow)                                         | ingen data      | 2022-11-11      |
| Splatoon                   | Smallfry                                                 | ingen data      | 2022-11-11      |
| Super Mario                | Bowser                                                   | 2015-03-20      | 2015-03-20      |
| Super Mario                | Luigi                                                    | 2015-03-20      | 2015-03-20      |
| Super Mario                | Mario                                                    | 2015-03-20      | 2015-03-20      |
| Super Mario                | Peach                                                    | 2015-03-20      | 2015-03-20      |
| Super Mario                | Toad                                                     | 2015-03-20      | 2015-03-20      |
| Super Mario                | Yoshi                                                    | 2015-03-20      | 2015-03-20      |
| Super Mario                | Mario - Gold Edition                                     | 2015-03-20      | ingen data      |
| Super Mario                | Mario - Silver Edition                                   | 2015-05-29      | ingen data      |
| Super Mario                | Boo                                                      | ingen data      | 2016-10-07      |
| Super Mario                | Donkey Kong                                              | ingen data      | 2016-10-07      |
| Super Mario                | Rosalina                                                 | ingen data      | 2016-10-07      |
| Super Mario                | Wario                                                    | ingen data      | 2016-10-07      |
| Super Mario                | Daisy                                                    | ingen data      | 2016-11-04      |
| Super Mario                | Diddy Kong                                               | ingen data      | 2016-11-04      |
| Super Mario                | Waluigi                                                  | ingen data      | 2016-11-04      |
| Super Mario                | Goomba                                                   | ingen data      | 2017-10-06      |
| Super Mario                | Koopa Troopa                                             | ingen data      | 2017-10-06      |
| Super Mario                | Bowser (Wedding)                                         | ingen data      | 2017-10-27      |
| Super Mario                | Mario (Wedding)                                          | ingen data      | 2017-10-27      |
| Super Mario                | Peach (Wedding)                                          | ingen data      | 2017-10-27      |
| Super Mario                | Cat Mario                                                | ingen data      | 2021-02-12      |
| Super Mario                | Cat Peach                                                | ingen data      | 2021-02-12      |
| Super Smash Bros.          | No. 01 Mario                                             | 2014-11-21      | 2014-11-28      |
| Super Smash Bros.          | No. 02 Peach                                             | 2014-11-21      | 2014-11-28      |
| Super Smash Bros.          | No. 03 Yoshi                                             | 2014-11-21      | 2014-11-28      |
| Super Smash Bros.          | No. 04 Donkey Kong                                       | 2014-11-21      | 2014-11-28      |
| Super Smash Bros.          | No. 05 Link                                              | 2014-11-21      | 2014-11-28      |
| Super Smash Bros.          | No. 06 Fox                                               | 2014-11-21      | 2014-11-28      |
| Super Smash Bros.          | No. 07 Samus                                             | 2014-11-21      | 2014-11-28      |
| Super Smash Bros.          | No. 08 Wii Fit Trainer                                   | 2014-11-21      | 2014-11-28      |
| Super Smash Bros.          | No. 09 Villager                                          | 2014-11-21      | 2014-11-28      |
| Super Smash Bros.          | No. 10 Pikachu                                           | 2014-11-21      | 2014-11-28      |
| Super Smash Bros.          | No. 11 Kirby                                             | 2014-11-21      | 2014-11-28      |
| Super Smash Bros.          | No. 12 Marth                                             | 2014-11-21      | 2014-11-28      |
| Super Smash Bros.          | No. 13 Zelda                                             | ingen data      | 2014-12-19      |
| Super Smash Bros.          | No. 14 Diddy Kong                                        | ingen data      | 2014-12-19      |
| Super Smash Bros.          | No. 15 Luigi                                             | ingen data      | 2014-12-19      |
| Super Smash Bros.          | No. 16 Little Mac                                        | ingen data      | 2014-12-19      |
| Super Smash Bros.          | No. 17 Pit                                               | ingen data      | 2014-12-19      |
| Super Smash Bros.          | No. 18 Captain Falcon                                    | ingen data      | 2014-12-19      |
| Super Smash Bros.          | No. 19 Rosalina & Luma                                   | 2015-02-01      | 2015-01-23      |
| Super Smash Bros.          | No. 20 Bowser                                            | 2015-02-01      | 2015-01-23      |
| Super Smash Bros.          | No. 21 Lucario                                           | 2015-02-01      | 2015-01-23      |
| Super Smash Bros.          | No. 22 Toon Link                                         | 2015-02-01      | 2015-01-23      |
| Super Smash Bros.          | No. 23 Sheik                                             | 2015-02-01      | 2015-01-23      |
| Super Smash Bros.          | No. 24 Ike                                               | 2015-02-01      | 2015-01-23      |
| Super Smash Bros.          | No. 25 Shulk                                             | 2015-02-01      | 2015-02-20      |
| Super Smash Bros.          | No. 26 Sonic the Hedgehog                                | 2015-02-01      | 2015-02-20      |
| Super Smash Bros.          | No. 27 Mega Man                                          | 2015-02-01      | 2015-02-20      |
| Super Smash Bros.          | No. 28 King Dedede                                       | 2015-02-01      | 2015-02-20      |
| Super Smash Bros.          | No. 29 Meta Knight                                       | 2015-02-01      | 2015-02-20      |
| Super Smash Bros.          | No. 30 Robin                                             | 2015-05-29      | 2015-04-24      |
| Super Smash Bros.          | No. 31 Lucina                                            | 2015-05-29      | 2015-04-24      |
| Super Smash Bros.          | No. 32 Wario                                             | 2015-05-29      | 2015-04-24      |
| Super Smash Bros.          | No. 33 Charizard                                         | 2015-05-29      | 2015-04-24      |
| Super Smash Bros.          | No. 34 Ness                                              | 2015-05-29      | 2015-04-24      |
| Super Smash Bros.          | No. 35 Pac-Man                                           | 2015-05-29      | 2015-04-24      |
| Super Smash Bros.          | No. 36 Greninja                                          | 2015-05-29      | 2015-05-29      |
| Super Smash Bros.          | No. 37 Jigglypuff                                        | 2015-05-29      | 2015-05-29      |
| Super Smash Bros.          | No. 38 Palutena                                          | 2015-09         | 2015-06-26      |
| Super Smash Bros.          | No. 39 Dark Pit                                          | 2015-09         | 2015-06-26      |
| Super Smash Bros.          | No. 40 Zero Suit Samus                                   | 2015-09-11      | 2015-06-26      |
| Super Smash Bros.          | No. 41 Ganondorf                                         | 2015-09-11      | 2015-06-26      |
| Super Smash Bros.          | No. 42 Dr. Mario                                         | 2015-09-11      | 2015-07-17      |
| Super Smash Bros.          | No. 43 Bowser Jr.                                        | 2015-09-11      | 2015-07-17      |
| Super Smash Bros.          | No. 44 Olimar                                            | 2015-09-11      | 2015-07-17      |
| Super Smash Bros.          | No. 45 Mr. Game & Watch                                  | ingen data      | 2015-09-25      |
| Super Smash Bros.          | No. 46 R.O.B.                                            | 2015-09-25      | 2015-09-25      |
| Super Smash Bros.          | No. 47 Duck Hunt Duo                                     | 2015-09-25      | 2015-09-25      |
| Super Smash Bros.          | No. 48 Mii Brawler                                       | ingen data      | 2015-09-25      |
| Super Smash Bros.          | No. 49 Mii Sword Fighter                                 | ingen data      | 2015-09-25      |
| Super Smash Bros.          | No. 50 Mii Gunner                                        | ingen data      | 2015-09-25      |
| Super Smash Bros.          | No. 51 Mewtwo                                            | ingen data      | 2015-10-23      |
| Super Smash Bros.          | No. 52 Falco                                             | ingen data      | 2015-11-20      |
| Super Smash Bros.          | No. 53 Lucas                                             | ingen data      | 2016-01-29      |
| Super Smash Bros.          | No. 54 R.O.B. (Famicom Colours)                          | ingen data      | 2016-03-18      |
| Super Smash Bros.          | No. 55 Roy                                               | ingen data      | 2016-03-18      |
| Super Smash Bros.          | No. 56 Ryu                                               | ingen data      | 2016-03-18      |
| Super Smash Bros.          | No. 57 Cloud                                             | ingen data      | 2017-07-21      |
| Super Smash Bros.          | No. 58 Cloud (Player 2)                                  | ingen data      | 2017-07-21      |
| Super Smash Bros.          | No. 59 Corrin                                            | ingen data      | 2017-07-21      |
| Super Smash Bros.          | No. 60 Corrin (Player 2)                                 | ingen data      | 2017-07-21      |
| Super Smash Bros.          | No. 61 Bayonetta                                         | ingen data      | 2017-07-21      |
| Super Smash Bros.          | No. 62 Bayonetta (Player 2)                              | ingen data      | 2017-07-21      |
| Super Smash Bros.          | No. 63 Wolf                                              | ingen data      | 2018-12-07      |
| Super Smash Bros.          | No. 64 Inkling                                           | ingen data      | 2018-12-07      |
| Super Smash Bros.          | No. 65 Ridley                                            | ingen data      | 2018-12-07      |
| Super Smash Bros.          | No. 66 Piranha Plant                                     | ingen data      | 2019-02-15      |
| Super Smash Bros.          | No. 67 King K. Rool                                      | ingen data      | 2019-02-15      |
| Super Smash Bros.          | No. 68 Ice Climbers                                      | ingen data      | 2019-02-15      |
| Super Smash Bros.          | No. 69 Ken                                               | ingen data      | 2019-04-12      |
| Super Smash Bros.          | No. 70 Young Link                                        | ingen data      | 2019-04-12      |
| Super Smash Bros.          | No. 71 Daisy                                             | ingen data      | 2019-04-12      |
| Super Smash Bros.          | No. 72 Pichu                                             | ingen data      | 2019-07-19      |
| Super Smash Bros.          | No. 73 Isabelle                                          | ingen data      | 2019-07-19      |
| Super Smash Bros.          | No. 74 Pokémon Trainer                                   | ingen data      | 2019-07-19      |
| Super Smash Bros.          | No. 75 Snake                                             | ingen data      | 2019-09-20      |
| Super Smash Bros.          | No. 76 Ivysaur                                           | ingen data      | 2019-09-20      |
| Super Smash Bros.          | No. 77 Squirtle                                          | ingen data      | 2019-09-20      |
| Super Smash Bros.          | No. 78 Simon                                             | ingen data      | 2019-11         |
| Super Smash Bros.          | No. 79 Incineroar                                        | ingen data      | 2019-11-15      |
| Super Smash Bros.          | No. 80 Chrom                                             | ingen data      | 2019-11-15      |
| Super Smash Bros.          | No. 81 Dark Samus                                        | ingen data      | 2020-01-17      |
| Super Smash Bros.          | No. 82 Richter                                           | ingen data      | 2020-01-17      |
| Super Smash Bros.          | No. 83 Joker                                             | ingen data      | 2020-09-25      |
| Super Smash Bros.          | No. 84 Hero                                              | ingen data      | 2020-09-25      |
| Super Smash Bros.          | No. 85 Banjo & Kazooie                                   | ingen data      | 2021-03-26      |
| Super Smash Bros.          | No. 86 Terry                                             | ingen data      | 2021-03-26      |
| Super Smash Bros.          | No. 87 Byleth                                            | ingen data      | 2021-03-26      |
| Super Smash Bros.          | No. 88 Min Min                                           | ingen data      | 2022-04-29      |
| Super Smash Bros.          | No. 89 Steve                                             | ingen data      | 2022-09-09      |
| Super Smash Bros.          | No. 89 Alex                                              | ingen data      | 2022-09-09      |
| Super Smash Bros.          | No. XX Kazuya                                            | ingen data      | ingen data      |
| Super Smash Bros.          | No. XX Mythra                                            | ingen data      | ingen data      |
| Super Smash Bros.          | No. XX Pyra                                              | ingen data      | ingen data      |
| Super Smash Bros.          | No. XX Sepiroth                                          | ingen data      | ingen data      |
| The Legend of Zelda        | Wolf Link                                                | ingen data      | 2015-03-04      |
| The Legend of Zelda        | Link (Ocarina of Time)                                   | ingen data      | 2016-12-02      |
| The Legend of Zelda        | Link (The Legend of Zelda)                               | ingen data      | 2016-12-02      |
| The Legend of Zelda        | Toon Link (The Wind Waker)                               | ingen data      | 2016-12-02      |
| The Legend of Zelda        | Zelda (The Wind Waker)                                   | ingen data      | 2016-12-02      |
| The Legend of Zelda        | Bokoblin                                                 | ingen data      | 2017-03-03      |
| The Legend of Zelda        | Guardian                                                 | ingen data      | 2017-03-03      |
| The Legend of Zelda        | Link (Archer)                                            | ingen data      | 2017-03-03      |
| The Legend of Zelda        | Link (Rider)                                             | ingen data      | 2017-03-03      |
| The Legend of Zelda        | Zelda                                                    | ingen data      | 2017-03-03      |
| The Legend of Zelda        | Link (Majora's Mask)                                     | ingen data      | 2017-06-23      |
| The Legend of Zelda        | Link (Skyward Sword)                                     | ingen data      | 2017-06-23      |
| The Legend of Zelda        | Link (Twilight Princess)                                 | ingen data      | 2017-06-23      |
| The Legend of Zelda        | Daruk                                                    | ingen data      | 2017-11-10      |
| The Legend of Zelda        | Mipha                                                    | ingen data      | 2017-11-10      |
| The Legend of Zelda        | Revali                                                   | ingen data      | 2017-11-10      |
| The Legend of Zelda        | Urbosa                                                   | ingen data      | 2017-11-10      |
| The Legend of Zelda        | Link (Link's Awakening)                                  | ingen data      | 2019-09-20      |
| The Legend of Zelda        | Zelda & Loftwing                                         | ingen data      | 2021-07-16      |
| Yoshi's Woolly World       | Green Yarn Yoshi                                         | 2015 Q3/Q4      | 2015-06-26      |
| Yoshi's Woolly World       | Light-Blue Yarn Yoshi                                    | 2015 Q3/Q4      | 2015-06-26      |
| Yoshi's Woolly World       | Pink Yarn Yoshi                                          | 2015 Q3/Q4      | 2015-06-26      |
| Yoshi's Woolly World       | Mega Yarn Yoshi                                          | ingen data      | 2015-11-27      |
| Yoshi's Woolly World       | Yarn Poochy                                              | ingen data      | 2017-02-03      |

### Kort
Amiibo finns även i kortformat. De flesta av dessa säljes, likt andra typer av samlarkort, i små förpackningar innehållandes några slumpade kort ur serien. Undantag är serien Animal Crossing Welcome amiibo! Sanrio Collaboration, där alla 6 korten finns i varje förpackning, samt kortet Shadow Mewtwo, som inte tillhör en serie utan endast följde med som en bonus till första upplagan av Pokkén Tournament.
| Samling                 | Serie                                                | Antal kort | Utgivningsdatum (PAL) |
| ----------------------- | ---------------------------------------------------- | ---------- | --------------------- |
| Animal Crossing         | Animal Crossing Series 1                             | 100        | 2015-10-02            |
| Animal Crossing         | Animal Crossing Series 2                             | 100        | 2015-11-20            |
| Animal Crossing         | Animal Crossing Series 3                             | 100        | 2016-03-18            |
| Animal Crossing         | Animal Crossing Series 4                             | 100        | 2016-06-17            |
| Animal Crossing         | Animal Crossing Series 5                             | 48         | 2021-11-05            |
| Animal Crossing         | Animal Crossing Promos                               | 5          | 2015-11-20            |
| Animal Crossing         | Animal Crossing Welcome amiibo!                      | 50         | 2016-11-11            |
| Animal Crossing         | Animal Crossing Welcome amiibo! Sanrio Collaboration | 6          | 2016-11-25            |
| Mario Sports Superstars | i.u.                                                 | 90         | 2017-03-10            |
| Power Pros              | i.u.                                                 | 6          | ingen data            |
| Yu-Gi-Oh!               | Yu-Gi-Oh! Rush Duel Saikyo Battle Royale             | 7          | ingen data            |

### Övrigt
- Super Mario Cereal[40]
- Besökare på Super Nintendo World kan köpa en Power-Up Band som kan användas på olika ställen i temaparken. Bandet finns i 6 st designer - Mario, Luigi, Peach, Daisy, Toad och Yoshi - och kan användas som en amiibo av motsvarande karaktär (de kan dock ej användas med Nintendo 3DS eller Wii U).

## Kompatibla spel
Här är några spel som är kompatibla med amiibo. En komplett kompatibilitetsmatris finns på Nintendos officiella hemsida.

### Nintendo Switch
- Super Smash Bros. Ultimate
- Mario Kart 8 Deluxe
- Super Mario Odyssey
- Splatoon 2
- The Legend of Zelda: Breath of the Wild
- Hyrule Warriors: Age of Calamity

Och många fler.

### Wii U
- Super Smash Bros. for Wii U
- Mario Kart 8[41]
- Hyrule Warriors[42]
- Captain Toad: Treasure Tracker[42]
- Mario Party 10[41]
- Yoshi's Woolly World[42]
- Kirby and the Rainbow Paintbrush[43]
- Star Fox Zero[44]
- Splatoon[45]
- Shovel Knight[46]
- Super Mario Maker

### Nintendo 3DS
- Super Smash Bros. for Nintendo 3DS
- Ace Combat: Assault Horizon Legacy Plus[47]
- One Piece: Super Grand Battle! X[48]
- Code Name: S.T.E.A.M.[49]
- Xenoblade Chronicles 3D[50]
- Girls Mode 3: Kira Kira Code[51]
- Animal Crossing: Happy Home Designer[52]
- Fire Emblem Fates[53]
- Shovel Knight[46]

## Fotnoter